# Caisa-Marie Lindfors
 Anna Caisa-Marie Lindfors, född den 5 augusti 2000, i Helga Trefaldighets församling, Uppsala län, är en svensk friidrottare med diskus som specialgren. Hon vann SM-guld i diskuskastning år 2021. Efter att säsongen 2022 förstörts på grund av skador har hon återkommit under 2023 och noterat nytt personligt rekord vid 2 tillfällen, det senare vid SM-tävlingarna på Hällåsen i Söderhamn. 2024 persade hon igen med det tredje bästa resultatet genom tiderna i Sverige, 62,48 i diskus i Falun.
Caisa-Marie gjorde sin OS-debut i Paris 2024 där hon kastade 59,29 i kvalet och slutade på en 27:e plats.

## Personliga rekord
| Utomhus - Kula – 16,09 (Tallahassee Florida, USA 25 mars 2021) - Diskus – 62,48 (Falun, Sverige 30 juni 2024) - Slägga – 46,69 (Västerås Sverige 28 juli 2018) - Spjut – 26,70 (Uppsala, Sverige 28 augusti 2023) | Inomhus - Kula – 16,53 (Albuquerque, USA 10 april 2024) - Viktkastning – 16,62 (Norrköping, Sverige 16 april 2019) |

## Stilstudie av utkastet
Tekniken anses, tillsammans med armarnas längd, vara den viktigaste faktor som skiljer de bästa kastarna åt. En god teknik innebär en effektiv kraftutveckling som startar i fötterna och benmusklerna. Kraften överförs sedan som en kinetisk kedja via höfterna till bålen och slutligen ut till armen och handen som håller fast diskusen med fingrarnas yttersta leder. Ett bra diskuskast kännetecknas även av en förhållandevis låg muskulär anspänning i början av rotationen, god rytm och tajming i rörelserna in i mitten av ringen, en stor separation mellan under- och överkropp innan utkastet och ett kraftfullt stämben. Alltsammans skapar en lång väg i syfte att påverka redskapet så länge som möjligt och ge det den högsta möjliga utgångshastigheten när det lämnar handen.

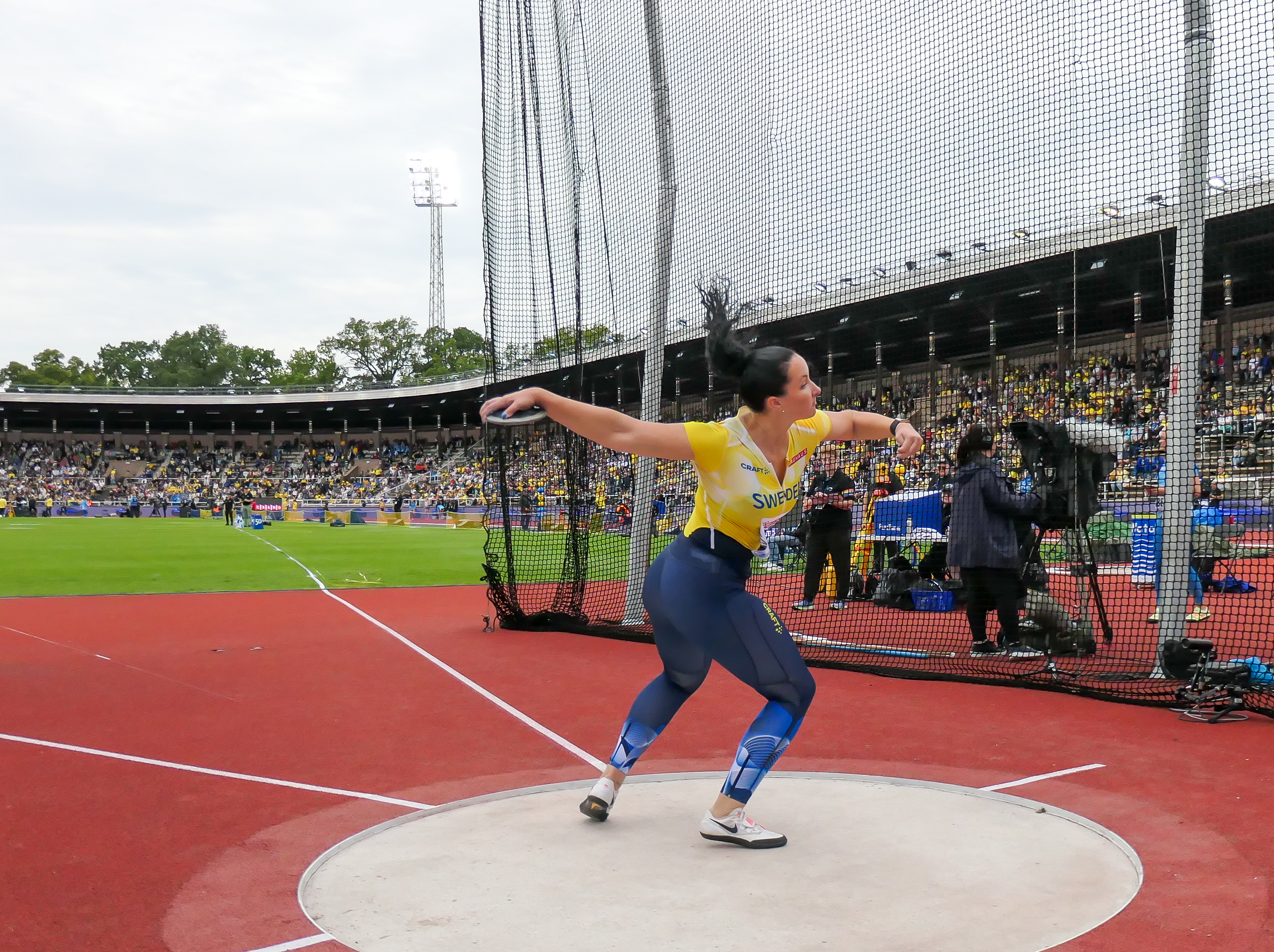
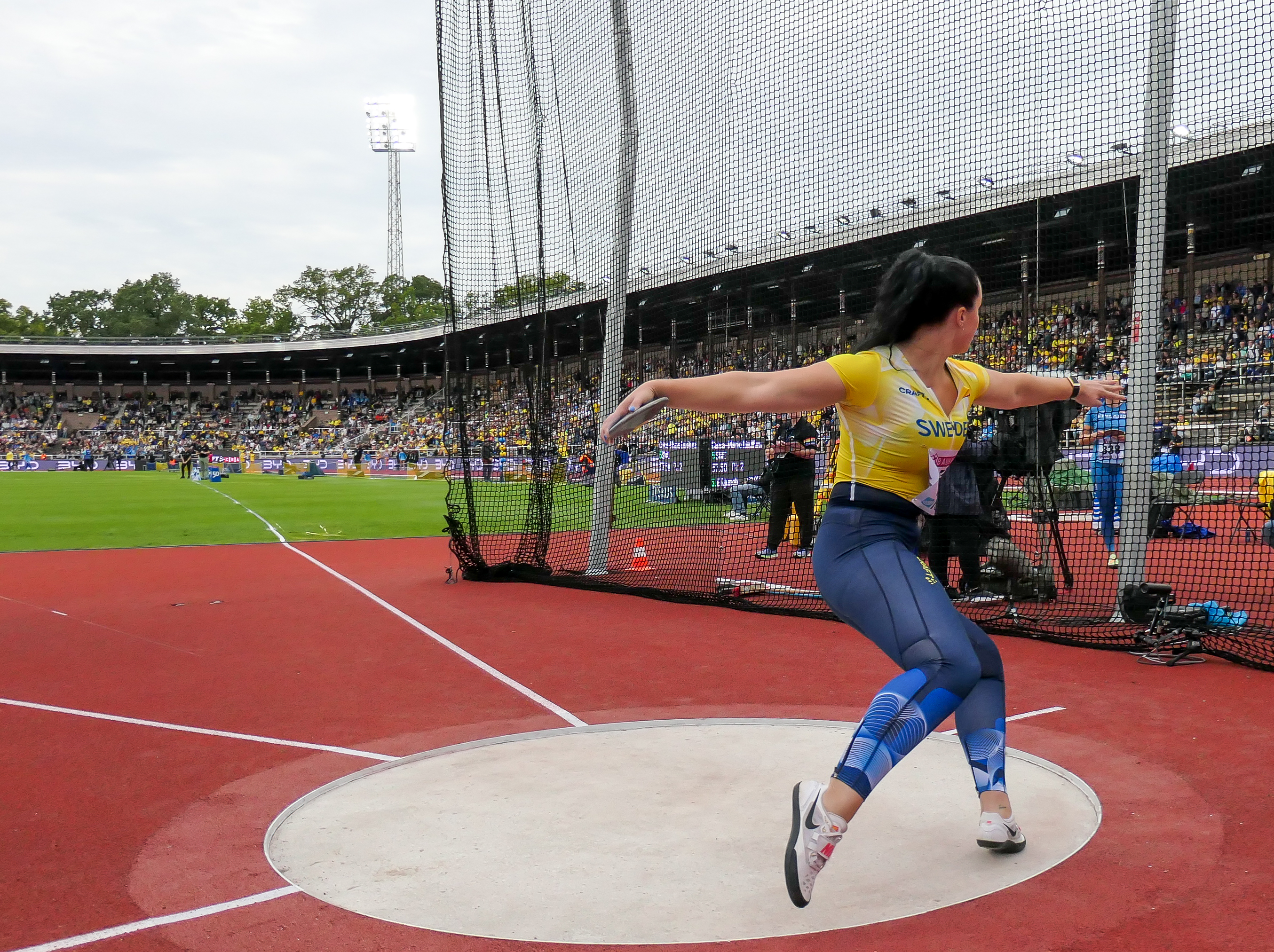
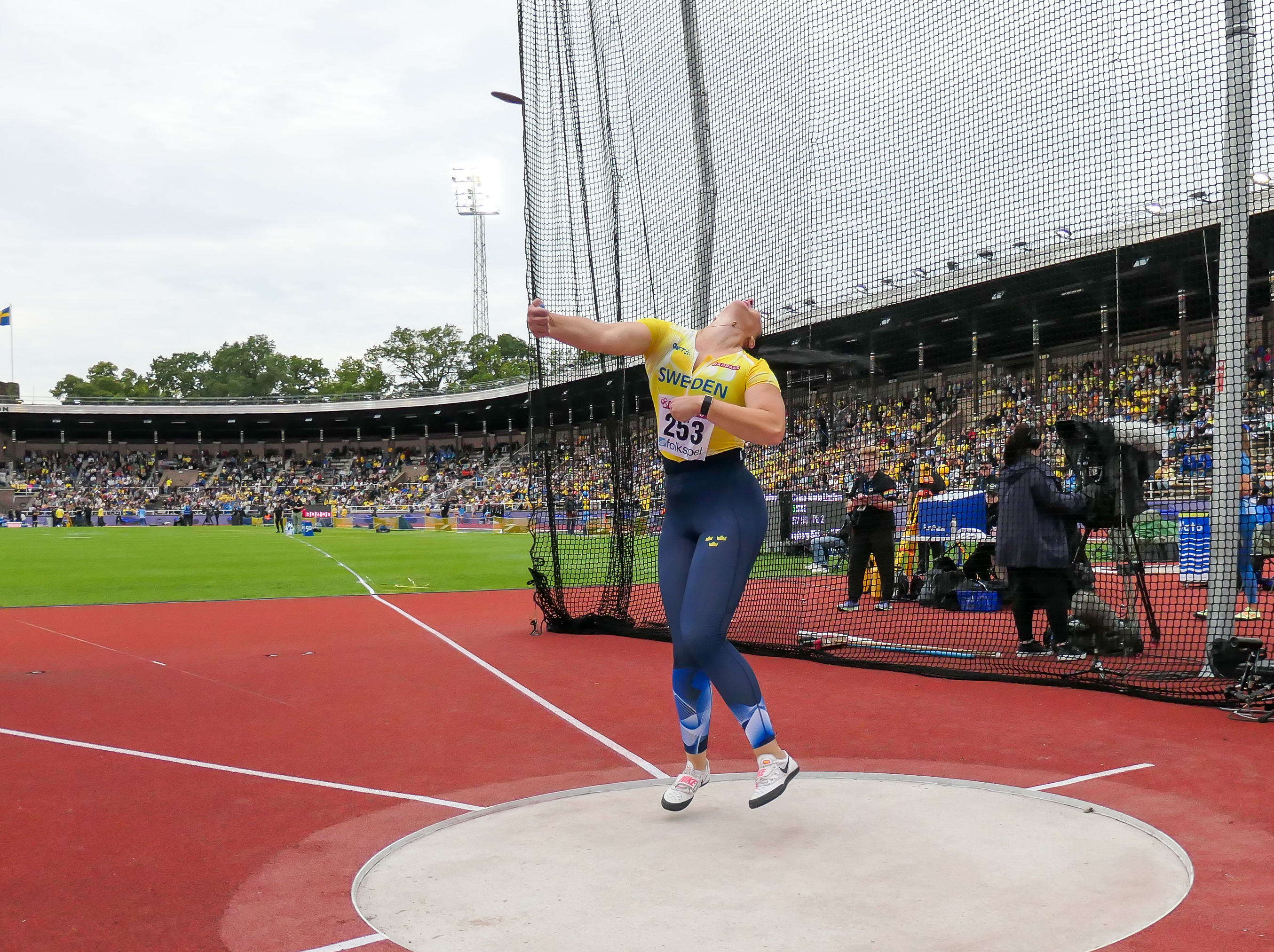
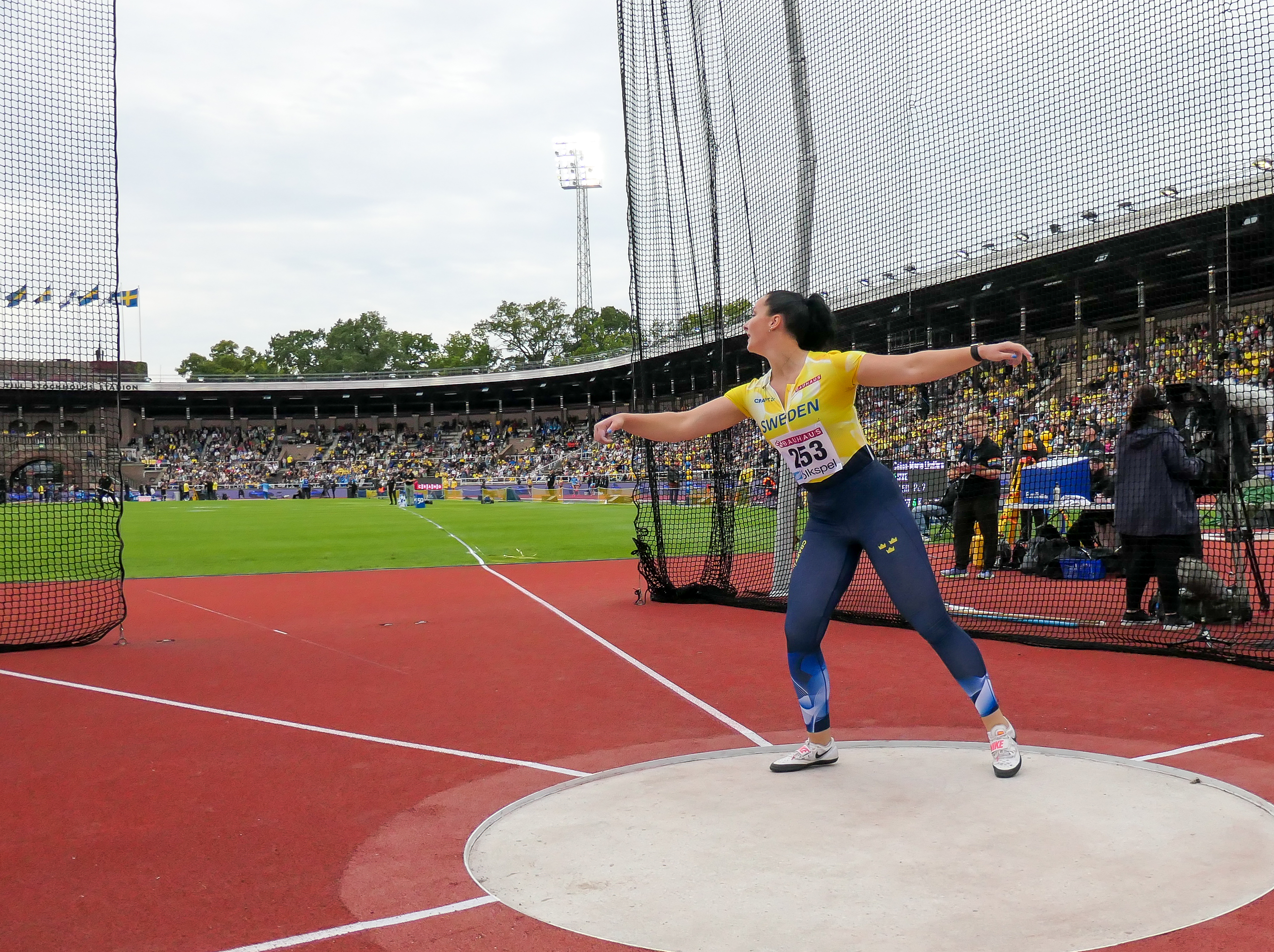

### Fotnoter
1. ↑  ”Personsida på Friidrottstatistik”. friidrottsstatistik.se. https://www.friidrottsstatistik.se/atswe.php?Gender=2&ID=172265. Läst 8 september 2021.
2. ↑  ”Friidrotts-SM 2019 Karlstad”. Arkiverad från originalet den 2 september 2019. https://web.archive.org/web/20190902083413/http://212.247.216.72/friidrott/sm19/result_t.php. Läst 17 september 2019.
3. ↑  ”Friidrotts-SM, Borås 27-29.8.21”. friidrottsstatistik.se. https://www.friidrottsstatistik.se/resultsswe.php?CID=12994166&Season=2021. Läst 29 augusti 2021.
4. ↑  ”Resultat: Friidrotts-SM, Söderhamn 28‐30.7.23”. friidrottsstatistik.se. https://www.friidrottsstatistik.se/resultsswe.php?CID=13045848&Season=2023. Läst 7 september 2023.
5. ↑  ”Resultat: Friidrotts-SM, Uddevalla 28‐30.6.24”. friidrottsstatistik.se. https://www.friidrottsstatistik.se/resultsswe.php?CID=13077169&Season=2024. Läst 29 juni 2024.
6. ↑  ”Resultat: Friidrotts-SM, Karlstad 31.7‐3.8.25”. friidrottsstatistik.se. https://www.friidrottsstatistik.se/resultsswe.php?CID=13110713&Season=2025. Läst 1 augusti 2025.
7. 1 2 3 4 5 6 7  ”Personsida hos Worldathletics” (på engelska). worldathletics.org. https://worldathletics.org/athletes/sweden/caisa-marie-lindfors-14744352. Läst 8 september 2021.
8. ↑  ”Caisa-Marie Lindfors”. SOK. https://sok.se/idrottare/idrottare/c/caisa-marie-lindfors.html. Läst 30 januari 2025.